# Shikigami
Na Mitologia Japonesa, Shikigami (式神) são espíritos invocados para servir e proteger um Onmyoji, bem como o conceito de feiticeiro familiar. Sacerdotes e Sacerdotisas japoneses (pelo menos na ficção) eram capazes de invocar shikigami.
Os shikigami podem assumir a forma de pássaros ou outros animais pequenos, e o mais poderoso dos shikigami pode até assumir a forma de uma pessoa. A quantidade de habilidades que um shikigami possui depende do potencial do Onmyoji.
Diz-se que se pode chamar um ou dois shikigami de uma vez só. Existem lendas que dizem que o poderoso Onmyoji Abe no Seimei conseguia invocar e usar doze shikigami simultaneamente.
- (em português)